# Les Berry (cầu thủ bóng đá)
Leslie Dennis Berry (sinh ngày 4 tháng 5 năm 1956) là một cựu cầu thủ bóng đá người Anh. Ông thi đấu cho Charlton Athletic, Brighton & Hove Albion, Gillingham và Maidstone United từ 1972 đến 1991, có hơn 450 lần ra sân ở Football League.